# Ludovico Nicola di Giura
Ludovico Luigi Nicola di Giura (Casoria, 18 febbraio 1868 – Chiaromonte, 9 maggio 1947) è stato un traduttore e sinologo italiano.

## Biografia
Nasce a Casoria nel 1868 da una famiglia originaria di Chiaromonte, in provincia di Potenza. Il padre, cavaliere Don Giovanni Maria Giura, fu un ardente patriota e Prefetto dell'Italia unita.
Della sua prima giovinezza si sa poco: nel 1891 è registrato nell'elenco dei nuovi laureati in Medicina e Chirurgia della Università Federico II di Napoli. Nel dicembre di quello stesso anno entra a far parte della marina militare italiana, come medico di II classe e nel 1894 intraprende la sua prima spedizione a bordo della R.N. Cristoforo Colombo. La missione militare durerà due anni circa, impegnando l'intero equipaggio in una lunga circumnavigazione del globo. A bordo della Cristoforo Colombo di Giura stringerà amicizia con il Duca degli Abruzzi, impegnato nella realizzazione di una rischiosa spedizione a cui propose di associare anche il medico. 
A questo periodo risale la stesura della prima opera del di Giura: il Viaggio intorno al mondo con la R.N. Cristoforo Colombo: 1894-95-96; si tratta un diario di viaggio che racconta con dovizia di particolari la vita di bordo, le avventure dei marinai impegnati nella spedizione, i paesi e i popoli, che di Giura ebbe modo di conoscere durante le tappe del viaggio.
Alla prima spedizione del Colombo seguirono nel 1897 gli incarichi a bordo del Baleno e del Flavio Gioia e nel 1900 quello a bordo dell'Ettore Fieramosca. 

### In Cina
Ludovico Nicola di Giura, medico della spedizione, giunge in Cina il 15 agosto del 1900: sbarca a Tianjin, cittadina portuale limitrofa alla capitale dell'Impero cinese, che in quegli anni si trasformò in zona destinata alle forze belliche e diplomatiche dei paesi stranieri impegnati a fianco del governo cinese nella repressione della Rivolta dei Boxers.
Come di Giura sia riuscito nell'incredibile impresa di diventare mandarino non è ben documentato, ma si può immaginare valutando quanto seppe costruire con il suo personale ingegno e soprattutto analizzando la sua produzione letteraria di traduttore e divulgatore di testi classici cinesi.
Egli riuscì ad ottenere la fiducia e la stima non solo dei suoi superiori e del Governo italiano, ma anche quella delle altre potenze straniere presenti sul territorio cinese, come la Francia e la Germania e, cosa che ha dello straordinario per il momento storico-politico, anche da parte di esponenti di spicco del governo cinese. Di Giura divenne infatti medico ufficiale di corte, ebbe in cura l'imperatrice vedova Cixi e il piccolo imperatore della Cina Pu Yi.
Dal 1900 al 1930, Tianjin diventerà uno snodo cruciale di scambio culturale e politico. I quartieri di Tianjin ospitavano infatti militari, diplomatici, comuni cittadini che lavoravano nella zona e un numero considerevole d'intellettuali cinesi insofferenti alla politica conservatrice ed oppressiva dell'imperatrice Cixi. Tra gli intellettuali che vissero a Tianjin in quegli anni ci fu Liang Qichao, personaggio tra i più significativi del periodo della transizione dall'Impero alla Repubblica e fautore dei 100 giorni della riforma del 1898. Liang Qichao, nello specifico, trovò asilo politico nel quartiere italiano di Tianjin e molto probabilmente in quel periodo ebbe occasione di conoscere l'Yiguo daifu (trad.: il medico italiano, così veniva soprannominato di Giura).

A quel tempo di Giura era ben noto alla moltitudine di cinesi abbienti e non che giungevano dalle zone più remote del paese per farsi curare da lui, attratti dalla sua fama di ottimo medico ed uomo onesto. Di Giura collaborava non soltanto con l'Ospedale italiano di Tianjin (dove per alcuni anni visse al piano terra, adibendo una stanza dell'ospedale ad appartamento privato), ma anche con molte altre strutture sanitarie della capitale.
L'attività di medico di Giura durò a lungo, più di 30 anni e fu ricca di onorificenze e riconoscimenti. Elegante di modi, colto, raffinato, di famiglia aristocratica e curioso della cultura e della lingua cinese, Di Giura divenne in pochi anni un confidente e un tramite dei due mondi: da un lato c'erano gli occidentali, le loro truppe, l'arroganza e l'incomprensione della cultura orientale; dall'altra c'era un Impero millenario che andava lentamente sgretolandosi incalzato dalla modernità e dalla necessità di riforme e di un sistema amministrativo meno corrotto e iniquo. In questo caotico momento storico di profonda incomprensione reciproca tra Occidente e Oriente, di Giura giunse invece ad essere nominato dall'Imperatrice mandarino cinese, titolo destinato tradizionalmente a una ristrettissima cerchia di letterati di ricche famiglie di etnia Han e solo in seguito a difficilissime prove (note come gli esami imperiali), delle quali resta traccia nei suoi quaderni di esercizi.

### Rimpatrio
Nel 1931 a 63 anni Ludovico Nicola di Giura decide di ritornare a casa, si trasferisce a Chiaromonte dove la famiglia possiede un castelletto e alcuni terreni. Qui decide di trascorrere gli ultimi anni della sua vita in pace e serenità dedicandosi a una vita semplice scandita dal ritmo delle stagioni, coltivando con l'aiuto di alcuni coloni i terreni di sua proprietà. Nel castello di Chiaromonte adibirà una stanza a piccolo museo cinese detto “la torre cinese”, dove si divertirà a raccogliere tutti i cimeli, i libri e gli oggetti portati con sé dalla Cina.
A Chiaromonte ricoprirà l'incarico di sindaco fino alla sua morte avvenuta il 9 maggio 1947. Non si sposerà mai; il suo corpo è conservato nel piccolo cimitero di proprietà della famiglia a Battifarano vicino Chiaromonte.

## Opere
L'opera più significativa di Ludovico Nicola di Giura è la traduzione del Liaozhai zhiyi, raccolta di novelle popolari del XVII secolo attribuite a uno sfortunato letterato cinese del sud, Pu Songling. Dopo averne pubblicate già 99 nella raccolta Fiabe cinesi del 1926, le tradusse tutte pubblicandole nella prima edizione straniera integrale, che fu edita nel 1955 dalla Mondadori col titolo Fiabe cinesi e poi ristampata nel '55 in versione integrale col titolo I Racconti fantastici di Liao. La traduzione di L.N. di Giura del Liaozhai zhiyi, oltre ad essere un importante esempio di traduzione filologica fedele e di altissima qualità, è stata la sua prima traduzione al mondo in versione integrale e, in un certo senso, ha spianato la strada alle innumerevoli traduzioni in francese, inglese, tedesco e giapponese, che si sono susseguite.
Ludovico Nicola di Giura ha inoltre tradotto una Scelta di massime confuciane (1926, Tipografia dei Lazzaristi), tratte dai Dialoghi di Confucio e I Fiori orientali, poesie tradotte dal cinese (1929, Tipografia dei Lazzaristi). Nel '30 pubblica Li Bai, una raccolta delle più famose poesie di Li Bai, poeta d'epoca Tang e nel '31 pubblica un romanzo autobiografico Fior d'amore, scene della vita cinese, opera venata di malinconia, che racconta l'impossibile storia d'amore tra un militare occidentale e una giovane ragazza cinese, sullo sfondo di una Cina martoriata dalle guerre e dalle ingerenze politiche delle potenze occidentali.
È del 1958 la sua ultima pubblicazione: Le famose concubine imperiali, romanzo storico che s'ispira alle vite, alle fortune e le sfortune, agli amori e ai giochi di potere delle più famose mogli degli Imperatori cinesi.